# Parrishia
Parrishia is een geslacht van uitgestorven sphenosuchische crocodylomorfen, bekend uit de Chinle, Dockum en Santa Rosa-formaties uit het Laat-Trias van Arizona en New Mexico.

## Ontdekking en naamgeving
Het geslacht werd in 1995 benoemd naar fossielen die werden gevonden in de Placerias-groeve van de Chinle Group in Apache County, Arizona. Het is benoemd naar de paleontoloog James Michael Parrish, met als typesoort Parrishia mccreai. De soortaanduiding eert Roderick T. McCrea, die de illustraties in het benoemende artikel voor zijn rekening nam. Parrishia werd onderscheiden van het nauw verwante geslacht Hesperosuchus op basis van robuustere wervelcentra en het ontbreken van verticaal verschoven gewrichtsvlakken van de centra van de halswervels, waardoor de nek recht was in plaats van naar voren en boven gekromd zoals bij Hesperosuchus.
In hun beschrijving van een nieuw crocodylomorf skelet uit de beroemde Whitaker-groeve in Ghost Ranch, behandelden Clark et al. (2000) Parrishia als een nomen dubium omdat ze alleen het holotype in aanmerking namen en toegewezen specimina geen onderscheidende kenmerken zouden tonen. Er zijn completere postcraniale skeletten zoals PEFO 26681 gevonden die duidelijk aantonen dat de halswervels van Parrishia gewrichtsvlakken hebben die verticaal zijn verschoven zoals bij Hesperosuchus. Bovendien is in het holotype-exemplaar UCMP A269/139623, slechts bestaande uit een voorste halswervel, het voorste oppervlak van het centrum wel degelijk meer naar boven geplaatst dan het achterste oppervlak, waardoor de nek toch een opwaartse curve krijgt zoals Hesperosuchus. Daarom is het enige onderscheidende kenmerk dat Parrishia van Hesperosuchus onderscheidt, de robuustheid van de wervels. Materiaal van Parrishia kan niet worden toegewezen aan een ander bekend geslacht van de Sphenosuchia vanwege het ontbreken van postcraniale apomorfieën; als gevolg daarvan wordt het beschouwd als een onbepaalde soort.
In een samenvatting van de SVP 2018-conferentie rapporteerden William Parker e.a. de ontdekking van nieuwe exemplaren die erop wijzen dat Parrishia een phytosauriër vertegenwoordigt en geen crocodylomorf.